# Lantos Olivér
Lantos Olivér (Budapest, 1917. január 19. – 1981) magyar táncdal- és sanzonénekes.

## Élete
Az 1940-es évek egyik legnépszerűbb magyarországi férfi slágerénekese volt. Ő volt az összekötő kapocs a két világháború közötti slágeréneklés és a háború utáni táncdaléneklés között.  
Közgazdász szakon doktori fokozatot szerzett, de egyetemi tanulmányai mellett énekelni is tanult. Operaénekesnek készült, de  volt énektanára azt javasolta neki, hogy menjen jazz-énekesnek. 1946-ban üstökösként tűnt fel a  magyar könnyűzenében. A Rádió Újság 1947. januári száma már így idézi meg: "Ha kinyitom a rádiót, biztosan az ő hangját hallom, ha fellapozom az újságot, legyen az a főszerkesztők szaklapja vagy a délben megjelenő bulvárlap, akkor a harmadik oldal közepén az ő nevét hirdetik, természetesen nagyobb betűkkel, mint amivel tudtul adják a politikai válság legújabb megoldási lehetőségeit, ha a napi munkámban elfáradva betérek egy kávéházba megvacsorázni, akkor a leves elfogyasztása után hatalmas csinnadrattával félbeszakítják szerény étkezésemet, ő remekül szabott szmokingjában felpattan a pódiumra és azt igyekszik bebizonyítani, hogy "Szép esténk lesz" és "Tampico, Tampico" a legszebb hely a világon, sőt különb város, mint az a poros Mexikó. (…). Lantos Olivér beénekelte magát Budapest, sőt a rádión keresztül az egész ország szívébe, és egy év alatt nagyobb karriert futott be, mint az összes pesti dizőz együttvéve." A Radiola és a Durium-Pátria cégek rengeteg felvételt készítettek vele. Számos világslágert a saját fordításában énekelt lemezre és maga is szerzett zenét. Gyakori vendég volt az Erzsébet körúti Royalban, a későbbi Fővárosi Varietében is.  
Az 1944-ben forgatott A három galamb című film főcímdalát énekelte, s egy másik filmben (Hazugság nélkül, 1945) is hallható volt az énekhangja.
A korszak legnagyobb sztárjával, Karády Katalinnal több duettet is énekelt. Ezek közül hatalmas sláger lett a Te vagy a fény az éjszakában és a Munka után, estefelé című dal. Tavaszi álmok idején című dalukat is gyakran játszotta a rádió, sőt még a Nem lehet című dal is nagy népszerűségre tett szert.    
1951 február 20. éjjelén Szombathely térségében Nardánál Karády Katalinnal együtt egy embercsempész átvitte a határon. A Magyar Rádió műsorából egyik pillanatról a másikra törölték a számait. Bár a kinyomtatott Rádióújságban még megjelent a neve, de dalait száműzték, csakúgy, mint Karády Katalin slágereit. 
Amikor Lantos Olivér elhagyta Magyarországot, egy ragyogó csillag hullott le a magyar könnyűzene egéről. Bársonyos hangja miatt a "magyar Bing Crosby"-nak nevezték. Fénykorában annyira népszerű volt, hogy a rossz nyelvek szerint az ifjú Vámosi Jánost az ő hangszínére és manírjaira "állították rá", hogy hiányát pótolják. 
Lantos Olivér később, külföldre távozva kikerült a reflektorfényből. Egy ideig Argentínában élt és bárokban, mozikban énekelt. Több ízben lépett fel Izraelben magyarajkú közönség előtt. A források ellentmondásosak azzal kapcsolatban, hogy hol hunyt el. Egyes életrajzi források szerint Izraelben halt meg, de ez nem bizonyított. Mások úgy tudják, hogy Buenos Airesben érte a halál. Még halálának pontos dátuma is kérdéses. 

## Magánélete
Menyasszonya volt Zinka Janka Irma színésznő, aki Budapesten született 1919. október 5-én, s első férje, Hertelendy István után a Hertelendy Hanna nevet viselte, majd második férjével, egy amerikai diplomatával 1948-ban külföldre távozott. Emigrálása után Amerikában Hannah Landy művésznéven vált ismertté, számos filmben és televíziós produkcióban szerepelt; West Hollywoodban halt meg 2008. május 15-én. Lantos követni szerette volna, ezért is disszidált, de mivel nem kapott az USA-ba beutazási vízumot, Hertelendy nem várt rá, hanem egy másik férfival kötötte össze a sorsát.

## Legismertebb dalai
- Csupa könny a szobám
- A haja szőke volt
- Tampico
- Tizenhat éves volt és szőke
- Cigánykaraván
- A csikkszedők dala (Chickery chick)
- Tiszavirág a mi szerelmünk

## Diszkográfia
- Kemény Egon: Ma éjjel CD (Válogatás az Országos Széchényi Könyvtár Kemény Egon-gramofonfelvételeiből 1927-1947) Szerenád Média Kft., 2021. www.kemenyegon.hu
- Kemény Egon – Dr. Lantos Olivér: Tiszavirág a mi szerelmünk (1947, dal és slowfox) Dr. Lantos Olivér, Durium zenekar

## Emlékezete
- Karády Katalinnak a szocialista idők végén bekövetkező reneszánsza kedvelt partnere, Lantos Olivér iránt is újra felébresztette a nagyközönség érdeklődését. Számaik új és új feldolgozásokban hódították meg a publikumot. Te vagy a fény az éjszakában című örökzöld dalukat már Kapitány Anni és Korda György is lemezre énekelte. A Munka után, estefelé című sláger Jávor Pál és Vadas Zsuzsa előadásában is elhangzott. A Tavaszi álmok idején című dal pedig a fiatalabb generációhoz tartozó Hegyi Barbara tolmácsolásában kelt új életre.
- Lantos Olivér alakja felbukkan Lajta Erika Bordély az egész világ című kötetében megjelent Hiába menekülsz, hiába futsz című novellában, amely Karády Katalinnal közös szökésük történetét dolgozza fel.